# Tom Hornbein
Thomas "Tom" Hornbein, född 6 november 1930 i Saint Louis, Missouri, död 6 maj 2023 i Estes Park, Colorado, var en amerikansk bergsbestigare. 1963 besteg han Mount Everest via västsidan (the West Ridge) tillsammans med Willi Unsoeld.